# Pascal Anson
Pascal Anson (né en 1973) est un designer et artiste britannique ayant enseigné à la Middlesex University, l'Université de Kingston et la Central Saint Martins College of Art and Design de Londres,. En 2011, Anson est officiellement choisi pour créer l'habillage des 12 avions de la British Airways réservés aux Jeux olympiques d'été de 2012 à Londres, un projet encadré par Tracey Emin,,,,.

## Formation
Né dans le sud de Londres, Anson a fréquenté la Wilson's School) (en) de Wallington et obtient une licence de design tridimensionnel à l'Université de Kingston (1995; où il enseignera par la suite) puis une maîtrise en design de produits au Royal College of Art de Londres en 2000.

## Carrière
Anson travaille dans de nombreuses disciplines de l'art et du design, du graphisme, de l'habillement en passant par le design automobile ou la joaillerie. En 2005, il a reçu la bourse Esmée Fairbain du Design Museum de Londres et du British Council, ce qui lui a permis d'exposer son travail en Italie, au Japon, en Grèce, en Australie et à Singapour. En 2017, Pascal est devenu le mentor aux côtés de Diana Ali dans l'émission de télévision de la BBC The Big Painting Challenge) (en), enseignant aux candidats leur technique de peinture.

### Postes d'artiste invité
- Hong Kong Design Institute.
- Strelka Institute Moscow.
- University of the Arts.
- Brighton University.
- UTS Sydney.
- LaSalle in Singapore.
- RMIT in Melbourne.

### Expositions Officielles
- States of Play, Hull (city of culture).
- Hong Kong Design Institute.
- The Design Museum London.
- The Victoria and Albert Museum.
- MoMA New York.
- Contrasts Gallery Shanghai.
- Megaro Moussikis Athens.
- UTS Sydney.
- RMIT Melbourne.
- La Salle Singapore.
- Escorter Centre Tokyo.
- 100% Design London.
- CFF New York.
- Salone del Mobile Milan.
- Tokyo Designers week.
- Ambiente Frankfurt.